# HTC One X
Das HTC One X ist ein Smartphone von HTC, das am 2. April 2012 veröffentlicht wurde.

## Ausstattung
Es besitzt einen 1,5-Gigahertz-Quad-Core-Prozessor und eine 8-Megapixel-Kamera mit Autofokus, intelligentem LED-Blitz und BSI-Sensor (für bessere Aufnahmen bei schlechten Lichtverhältnissen), welche die Aufnahme von Videos in Full-HD-Qualität (1080p) unterstützt. Zudem ermöglicht eine 1,3-Megapixel-Frontkamera auf der Vorderseite des HTC One X Videotelefonie. Die Bildschirmdiagonale beträgt 4,7 Zoll (ca. 11,9 cm) mit einer Bildschirmauflösung von 1280 × 720 Pixeln. Das Betriebssystem ist Android 4.0.3 mit der Benutzeroberfläche HTC Sense 4.0.
Am 10. August 2012 wurde ein Update für das Gerät veröffentlicht, welches das Betriebssystem auf Android 4.0.4 aktualisiert und unter anderem die Integration von Facebook und die Gesamtperformance des Gerätes verbessern soll. Auch die HTC-Sense-Version wurde von 4.0 auf 4.1 aktualisiert. Seit Oktober 2012 liefert HTC eine Aktualisierung auf die Android-Version 4.1.1 aus, welche u. a. eine Überarbeitung der Benutzeroberfläche durch HTC Sense 4+ beinhaltet. Seit dem 26. August 2013 liefert HTC das Update auf Android 4.2 mit HTC Sense 5 aus.

## HTC One X+
Mit dem One X+ hat HTC eine überarbeitete Variante des One X vorgestellt, dessen größter Unterschied der verbesserte Tegra-3+-Prozessor ist, der mehr Leistung bei längerer Akkulaufzeit liefert als der bisherige Tegra 3. Er besitzt einen Takt von 1,7 GHz. Es gibt zwei unterschiedliche Versionen des Geräts mit 32 und 64 GB Speicher, der nicht durch Speicherkarten erweiterbar ist. Außerdem besitzt die Frontkamera nun einen BSI-Bildsensor, der Aufnahmen bis 1,6 Megapixel ermöglicht. Die Akkukapazität wurde auf 2100 mAh erhöht. Äußerlich wurde es leicht verändert, das Gehäuse wurde an den schwarz-roten Beats-Look angepasst, den HTC bereits bei anderen Modellen verwendet. Als Betriebssystem ist Android 4.1 Jelly Bean mit HTC Sense 4+ vorinstalliert.
In einer limitierten Vodafone-Variante liegt dem One X+ auch ein Beats-Audio-Headset bei.

## HTC One XL
Das One XL ist die LTE-Version des One X, hat jedoch nur zwei Prozessorkerne (Qualcomms MSM8960A Snapdragon S4), da der Tegra-3-Prozessor des One X keine integrierte LTE-Unterstützung bietet. In Benchmarks (z. B. Sunspider oder Vellamo) liegt es allerdings teilweise sogar vor seinem Bruder One X.